# 郭長倩
郭长倩，字曼卿，金朝官员，文登（今山东省威海市文登区）人。
他科举考中皇统六年丙寅（1146年）经义乙科。在金国朝廷官至秘書少監，兼禮部郎中，修起居注。郭长倩与施朋望、王无竞、刘岩老、刘无党等人相友善。他所撰写的《石决明传》受到当时同行的称赞。著有《昆仑集》，流传于世。